# Luksemburška nogometna reprezentacija
Luksemburška nogometna reprezentacija predstavlja Luksemburg u nogometnim natjecanjima. 
Luksemburška nogometna reprezentacija jedna je od najslabijih nogometnih reprezentacija u Europi. Svoje utakmice igraju na stadionu Josy Barthel u Luxembourg Cityju. Najveću pobjedu ostvarili su u kvalifikacijama za EP u Engleskoj 1996. kada su svladali Češku, reprezentaciju koja je na tom Europskom prvenstvu postala doprvak Europe. U tim istim kvalifikacijama ubilježili su još dvije pobjede protiv još jednog nogometnog patuljka - Malte. 
Od tog ciklusa kvalifikacija, Luksemburg je čekao 12 godina na sljedeću pobjedu. Neugodnu tradiciju prekinuli su u veljači 2007. kada su pobijedili Gambiju 2:1. Iste godine u listopadu dočekali su i prvu pobjedu u službenim natjecanjima koju su ostvarili na gostovanju u Bjelorusiji; ostalo je 0:1 pogotkom postignutim u petoj minuti sudačke nadoknade. Strijelac je bio Alphonse Leweck.
Prvu međunarodnu utakmicu odigrali su protiv Francuske 29. listopada 1911. kada su kao domaćini izgubili 1:4. Dva najuvjerljivija poraza od 9:0 doživjeli su od Engleske (1960. i 1982.), a svoju najuvjerljiviju pobjedu ostvarili su protiv Afganistana 26. srpnja 1948. kada su mrežu svojih protivnika zatresli 6 puta, a svoju sačuvali netaknutom.

## Poznatiji igrači
- Manuel Cardoni (1993. – 2004.) 69/51
- François Konter (1955. – 1969.) 77/4
- Guy Hellers (1982. – 1997.) 55/2
- Roby Langers (1980. – 1998.) 73/8
- Léon Marts (1933. – 1946.) 24/16
- Louis Pilot (1959. – 1971.) 49/7
- Jeff Strasser (1993. – ) 70/5
- Carlo Weis (1978. – 1998.) 87/1

1 broj nastupa i pogodaka za reprezentaciju

## Izbornici[1]
| Izbornici                                       | Razboblje               | U  |
| ----------------------------------------------- | ----------------------- | -- |
| Schröder Batty                                  | 26.05.1924              | 1  |
| Jacquemart Gustave                              | 27.05.1928              | 1  |
| Paul Feierstein                                 | 04.06.1933 - 24.05.1948 | 63 |
| Jean-Pierre Hoscheit/Jules Müller/Albert Reuter | 18.07.1948 - 26.06.1949 | 10 |
| Adolf Patek                                     | 18.09.1949 - 06.05.1953 | 31 |
| Béla Volentik                                   | 20.09.1953 - 16.01.1955 | 9  |
| Edouard Havlicek                                | 10.04.1955 - 08.06.1955 | 3  |
| Nandor Lengyel                                  | 25.09.1955 - 24.05.1959 | 25 |
| Pierre Sinibaldi                                | 17.06.1959 - 13.04.1960 | 8  |
| Robert Heinz                                    | 02.10.1960 - 23.04.1969 | 64 |
| Ernst Melchior                                  | 12.10.1969 - 26.04.1972 | 22 |
| Gilbert Legrand                                 | 07.10.1972 - 03.12.1977 | 34 |
| Arthur Schoos                                   | 28.02.1978 - 22.03.1978 | 2  |
| Louis Pilot                                     | 07.10.1978 - 09.06.1984 | 38 |
| Jef Vliers                                      | 13.10.1984 - 22.12.1984 | 6  |
| Josy Kirchens                                   | 27.03.1985 - 18.05.1985 | 4  |
| Paul Philipp                                    | 29.09.1985 - 08.10.2001 | 87 |
| Allan Simonsen                                  | 13.02.2002 - 17.11.2004 | 26 |
| Guy Hellers                                     | 30.03.2005 - 03.08.2010 | 27 |
| Luc Holtz                                       | 03.08.2010              | 27 |